# 메들린 더치
매들린 도이치(Madelyn Deutch, 1991년 3월 23일 ~ )는 미국의 배우이다. 조이 도이치의 언니이다.
로스앤젤레스에서 태어났다.

## 영화
- 더 이어 오브 스펙타큘라 맨 (2017년)
- 윈저 (2015년)
- 크리스마스 트위스터 (2012년)
- 메이어 컵케이크 (2010년)